# Günter Siegel (Leichtathlet)
Günter Siegel (* 3. Juni 1937 in Köthen; † 27. November 2021, eigentlich Günther Siegel) war ein deutscher Leichtathletiktrainer des SC Chemie Halle in der DDR. Er trainierte unter anderem Wolfgang Hanisch, der bei den Olympischen Spielen 1980 in Moskau die Bronzemedaille im Speerwurf gewann. Nach der Wiedervereinigung war er als Trainer beim SV Halle sowie beim Cöthener FC Germania 03 tätig.
Seine sportliche Laufbahn begann er 1951 als Fußballer bei Stahl Köthen. Während seines Sport- und Geschichtsstudiums an der DHfK Leipzig wurde er als aktiver Sportler dreimal DDR-Meister im 4-mal-100-Meter-Staffellauf, seine persönliche Bestzeit im 100-Meter-Lauf liegt bei 10,6 s.
Seit den 1960er Jahren arbeitete er als Leichtathletiktrainer in Halle, wobei er sich auf Wurfdisziplinen spezialisierte. Zu seinen Schützlingen gehörten neben Wolfgang Hanisch (Speerwurf) auch Silke Rehschuh sowie Detlef Fuhrmann. Nach 1990 arbeitete Günter Siegel bis zur Rente in Köthen als Trainer für Basketball und Leichtathletik beim CFC Germania 03 und Köthener SV 09, wo er sich vor allem um die Ausbildung junger Nachwuchssportler kümmerte.
Im Jahr 2014 wurde Günter mit dem BORIS für seine Verdienste um den Jugendsport beim CFC Germania 03 ausgezeichnet. Für seine Verdienste um den Sport und sein ehrenamtliches Engagement in Sachsen-Anhalt erhielt er am 28. November 2015 die Ehrennadel des Leichtathletstarbik Verbandes Sachsen-Anhalt in Gold.
Günter Siegel lebte in Köthen, war verheiratet und hat zwei Töchter. Er starb am 27. November 2021.